# 英國御林軍
英國禁衛軍（英語：Household Division）是指戍衛英國王室的英國陸軍部隊，由皇家近衛騎兵的兩個騎兵團、步兵衛隊（Foot Guards）的五個步兵團、及皇家騎馬砲兵團的國王儀仗隊（The King's Troop, RHA）組成。在英軍體制中，御林軍編屬於倫敦軍區，由倫敦軍區司令兼任禁衛軍指揮官（Major-General commanding the Household Division），而英國君主則是御林軍的名譽指揮官。御林軍的日常職責主要為守衛王宮、擔任國王衛隊（King's Guard）、執行國家禮儀及若干公眾勤務，但有些部隊仍有被派往海外作戰。

## 部隊編制

### 皇家近衛騎兵及皇家騎馬砲兵團
皇家近衛騎兵（Household Cavalry）由近衛騎兵團（The Life Guards）與藍軍及皇家騎兵團（Blues and Royals）組成。這兩隊騎兵部隊各自有兩個中隊參與實戰及一個中隊擔任儀仗隊；參與實戰的士兵歸入皇家騎兵軍團（Household Cavalry Regiment）並擔任裝甲兵，而參與儀仗隊的士兵則歸入皇家騎馬軍團（Household Cavalry Mounted Regiment）。
近衛騎兵團（The Life Guards）的歷史可追溯至1660年及1661年查理二世編組的四隊騎兵衛隊（Troops of Horse Guards）。這四隊騎兵衛隊在1778年重編為第1及第2近衛騎兵團（1st and 2nd Life Guards），再在1922年合二為一，最終在1928年更名為近衛騎兵團（The Life Guards）。近衛騎兵團在第一次世界大戰曾一度下馬擔任機槍步兵，並在第二次世界大戰時期轉職為裝甲騎兵。1992年英國推行軍制改革，將近衛騎兵團與藍軍及皇家騎兵團歸入皇家近衛騎兵之下，但兩支部隊仍獲准保留原有的兵團制服及傳統。
至於藍軍及皇家騎兵團（Blues and Royals (Royal Horse Guards and 1st Dragoons)）是由兩隊不同的騎兵部隊在1969年合組而成的。藍軍的始祖是英國內戰時期奧利弗·克倫威爾編組的一支騎兵，在查理二世登位後被更命為牛津伯爵軍團（Earl of Oxford's Regiment）。由於這支騎兵部隊的士兵穿著藍色制服，便逐漸被人稱為藍軍（Blues）。1750年，牛津伯爵軍團將正式名稱更改為皇家藍騎兵衛隊（Royal Horse Guards Blue），再在1877年更名為皇家騎兵衛隊 (藍軍)（Royal Horse Guards (The Blues)）。至於皇家騎兵團的始祖也可追溯至1661年查理二世下令編組的一支騎兵。這支騎兵在1683年被重編為龍騎兵，並在1690年定名為皇家龍騎兵團（The Royal Regiment of Dragoons）。這支龍騎兵團後來逐漸以皇家（The Royal's）作為簡稱，並輾轉在1921年更名為第1皇家龍騎兵團（1st The Royal Dragoons）。1969年英軍將皇家騎兵衛隊 (藍軍)和第1皇家龍騎兵團合併，再把兩支部隊的原有綽號用作新軍團的正式名稱，成為藍軍及皇家騎兵團。
皇家騎馬砲兵團（Royal Horse Artillery）本身並不屬於御林軍的七支部隊之一。1947年，喬治六世在檢閱了砲兵團的儀仗隊後，決定派該支儀仗隊參與日常的國家禮節事項，並將儀仗隊更名為皇家騎馬砲兵團的國王儀仗隊（The King's Troop, Royal Horse Artillery）。這使到國王儀仗隊也經常與御林軍同場操演。喬治六世去世後，伊利莎伯二世沒有將儀仗隊的國王字眼改為女王，以紀念父親。根據英國陸軍的部隊資歷排序，皇家騎馬砲兵團是排於皇家近衛騎兵之後；但若果砲兵團攜同火砲出演，則可超越皇家近衛騎兵，編排在軍操陣列的最右邊。在英語中，Household Division一詞專指御林軍的七支部隊；而Household Troops則將皇家砲兵團的儀仗隊包括在內。

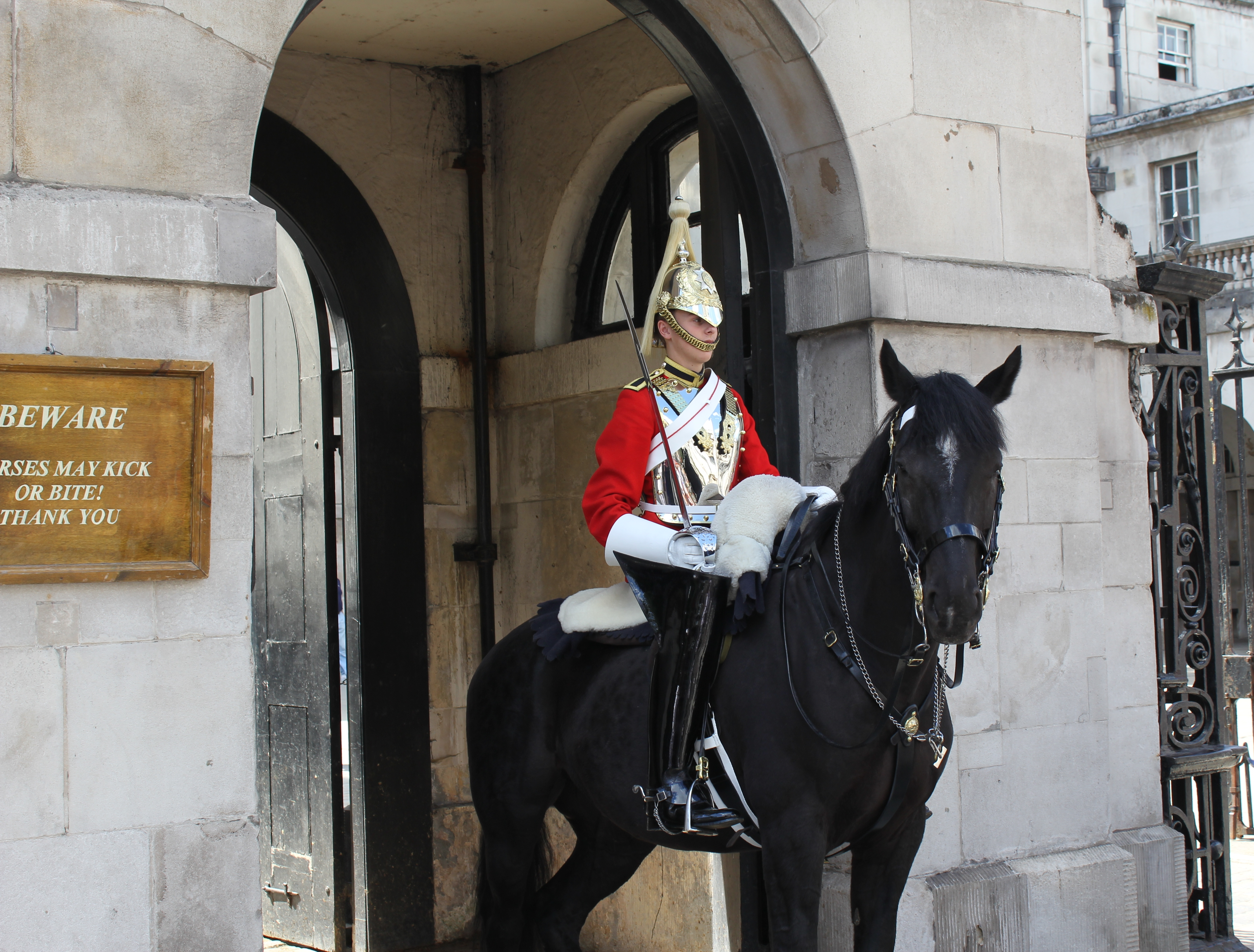
一名正在站崗的近衛騎兵團士兵。相中可見近衛騎兵團的制服特色，包括頭盔上的白色羽毛及胸甲下的紅色外衣。相片攝於2012年。
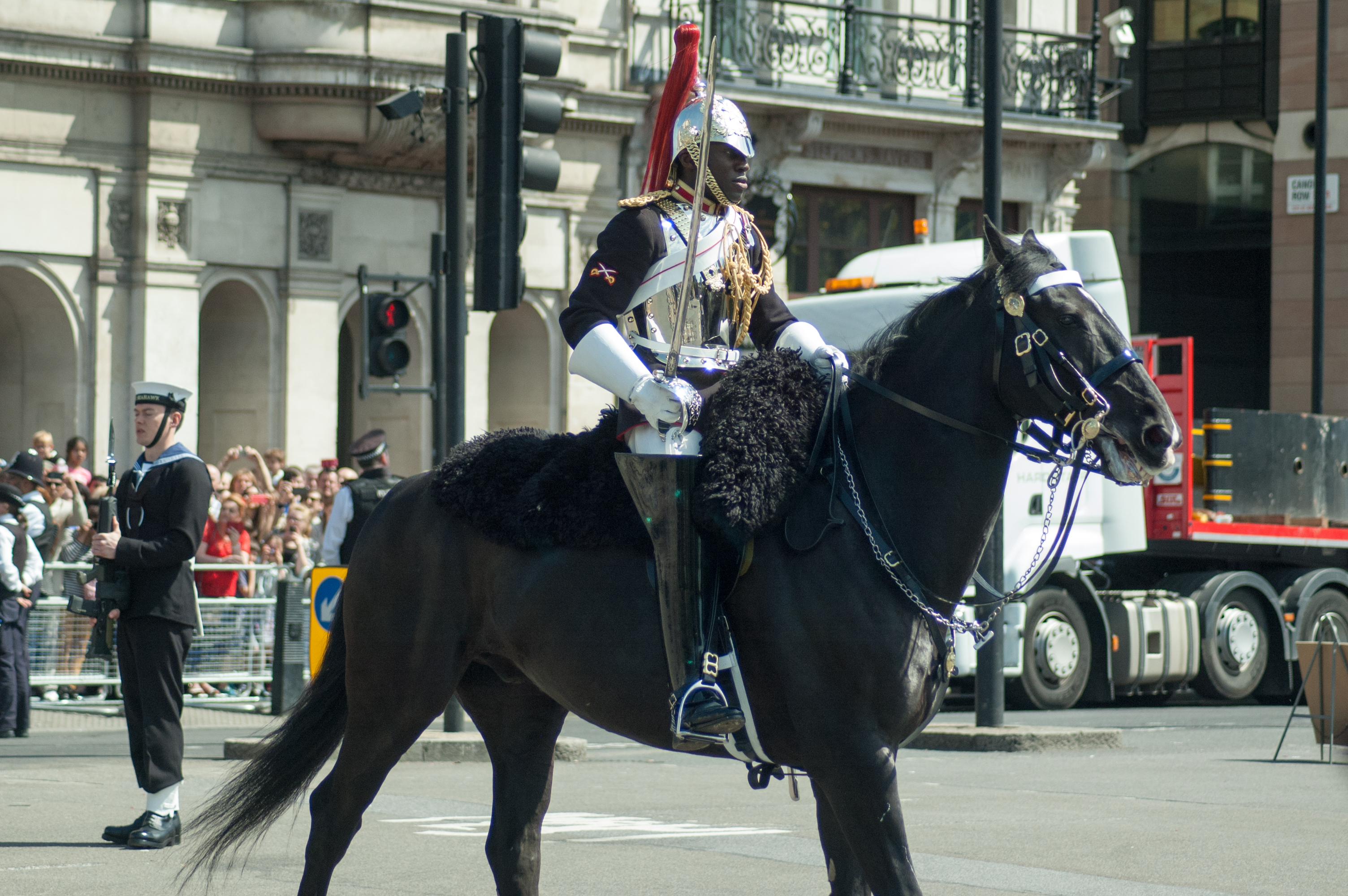
2015年國會開幕大典，一名藍軍及皇家騎兵團騎兵正在街上騎行。與近衛騎兵團不同，藍軍及皇家騎兵團的頭盔上插有紅色羽毛，並穿著深藍色的制服外衣。
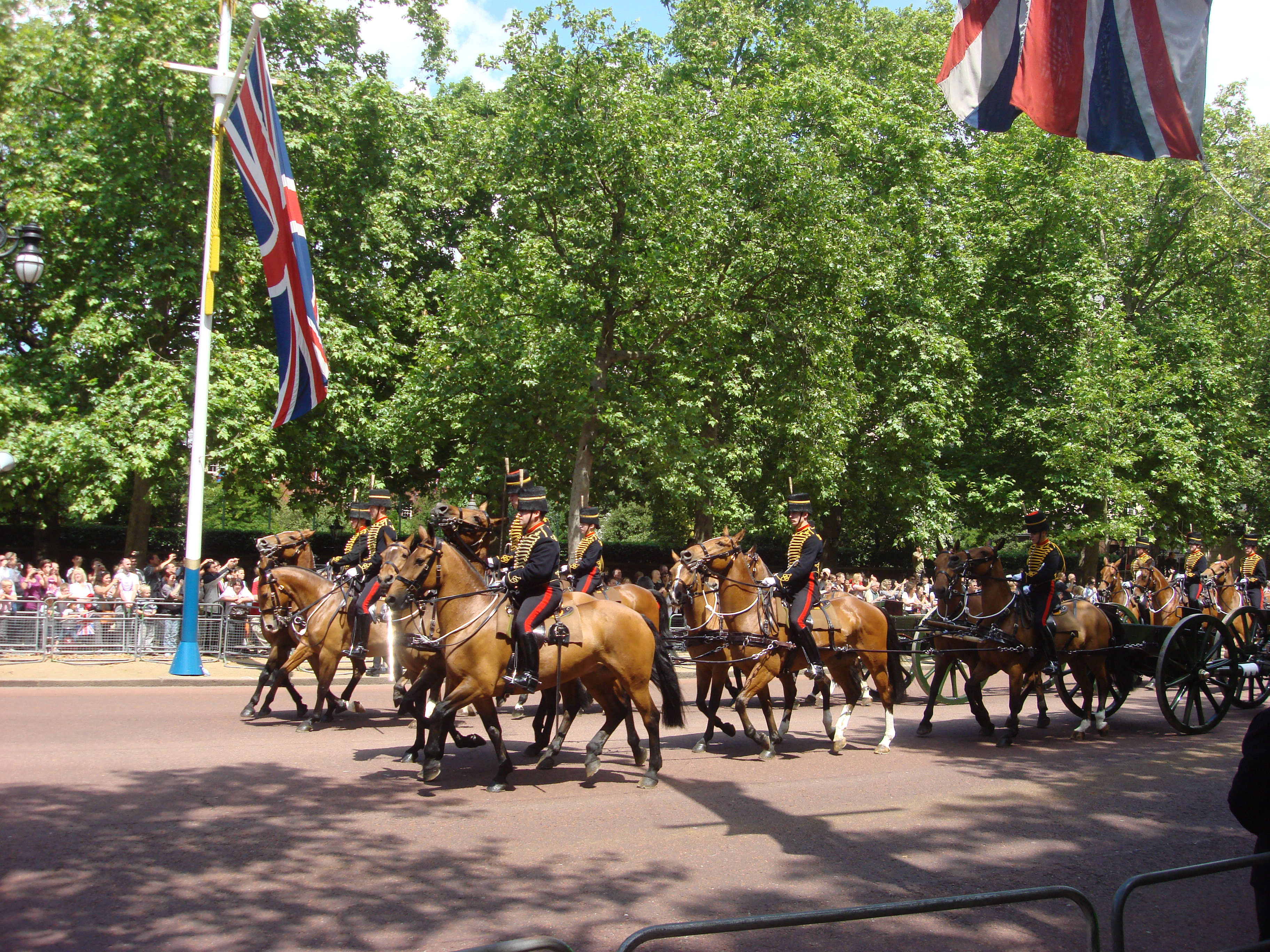
皇家騎馬砲兵團的國王儀仗隊攜同砲架，參與2009年女王壽辰匯操的軍旗閱操儀式。

### 步兵衛隊
英國御林軍歷年來共有七支團，但衛兵機槍團及皇家衛兵後備兵團分別於1920年及1901年遭解散，現剩下五個步兵衛隊；按資歷排序分別為擲彈兵衛隊（Grenadier Guards）、高士廉衛隊（Coldstream Guards）、蘇格蘭衛隊（Scots Guards）、愛爾蘭衛隊（Irish Guards）及威爾斯衛隊（Welsh Guards）。
擲彈兵衛隊是英國陸軍資歷最深的步兵軍團，其歷史可追溯至1656年查理二世流亡期間編組的步兵衛隊，自此一直效命英國王室。擲彈兵衛隊由一個營級作戰部隊及一個連級儀仗隊組成，但儀仗隊仍會進行戰鬥訓練。排行第二的高士廉衛隊歷史比擲彈兵衛隊更為悠久，是克倫威爾在1650年編組的新模範軍的其中之一，由蘇格蘭士兵組成。但由於高士廉衛隊到1660年才轉為向查理二世宣誓效忠，使到年資較長的高士廉衛隊要被編排在擲彈兵衛隊之後。高士廉衛隊當即採納了首屈一指的格言以示抗議。故此，當御林軍的五個步兵衛隊同場操演之時，擲彈兵衛隊按資歷排列於步兵陣列最右手面，而高士廉衛隊則必定排列於最左手面，以示不落其後。蘇格蘭衛隊的歷史可進一步追溯至1642年，但由於部隊在1651年遭到解散，要到1661年才被查理二世再次編組，故此排行在高士廉衛隊之後。愛爾蘭衛隊和威爾斯衛隊是御林軍最資淺的兩隊部隊。愛爾蘭衛隊由維多利亞女王在1900年創立，紀念參與第二次布尔戰爭的愛爾蘭士兵；而威爾斯衛隊則由喬治五世在1915年創立，讓英國四個主要地區都可以在御林軍佔一席位。

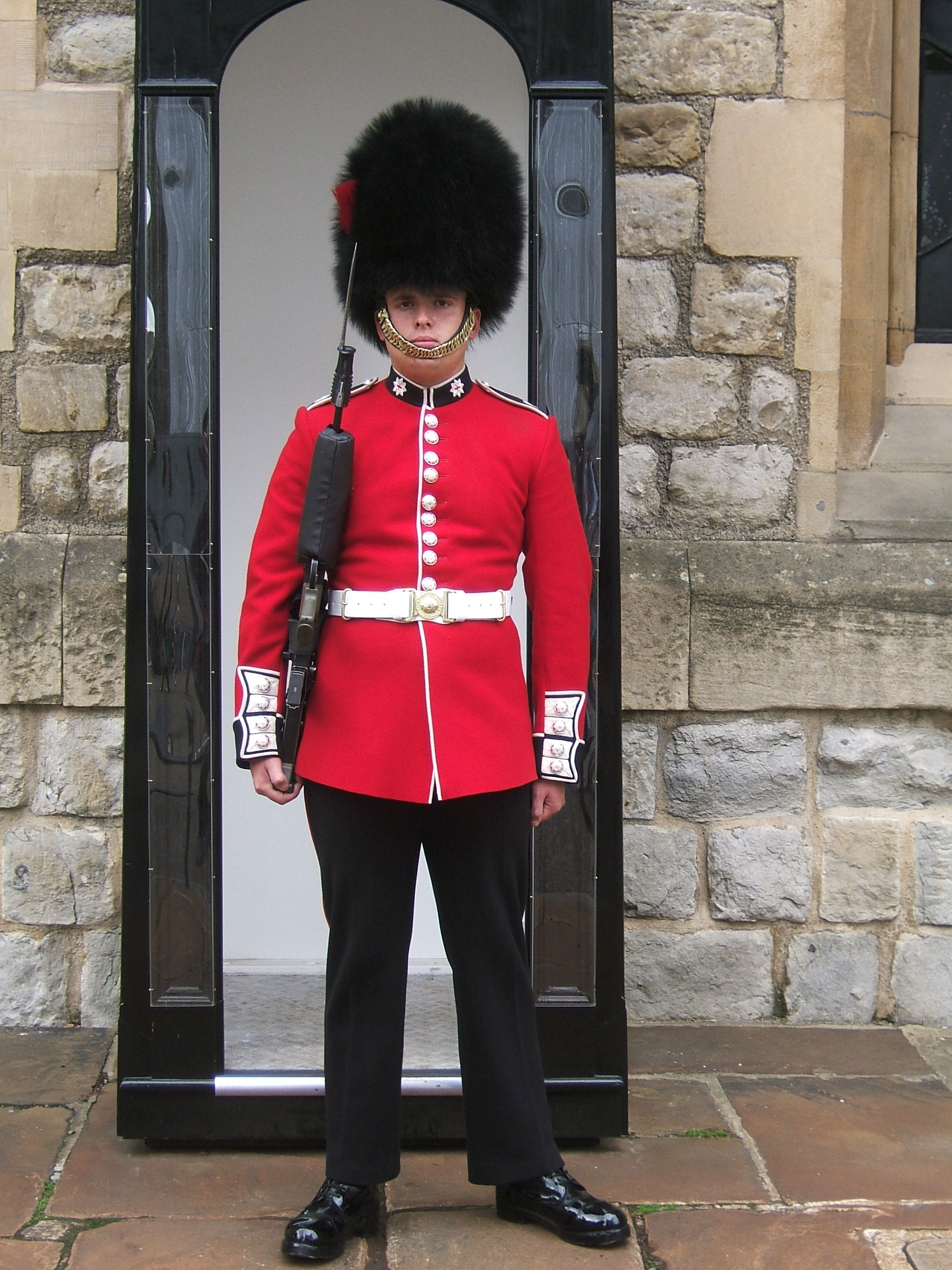
一名在倫敦塔站崗的高士廉衛隊士兵。高士廉衛隊在熊皮帽的右邊插上紅色羽毛，外衣的領章是一枚嘉德之星，肩章則是玫瑰花。高士廉衛隊的九枚衣鈕和全部四枚袖口鈕都以兩枚為一組，象徵其資歷排行第二，並未有均勻排列。
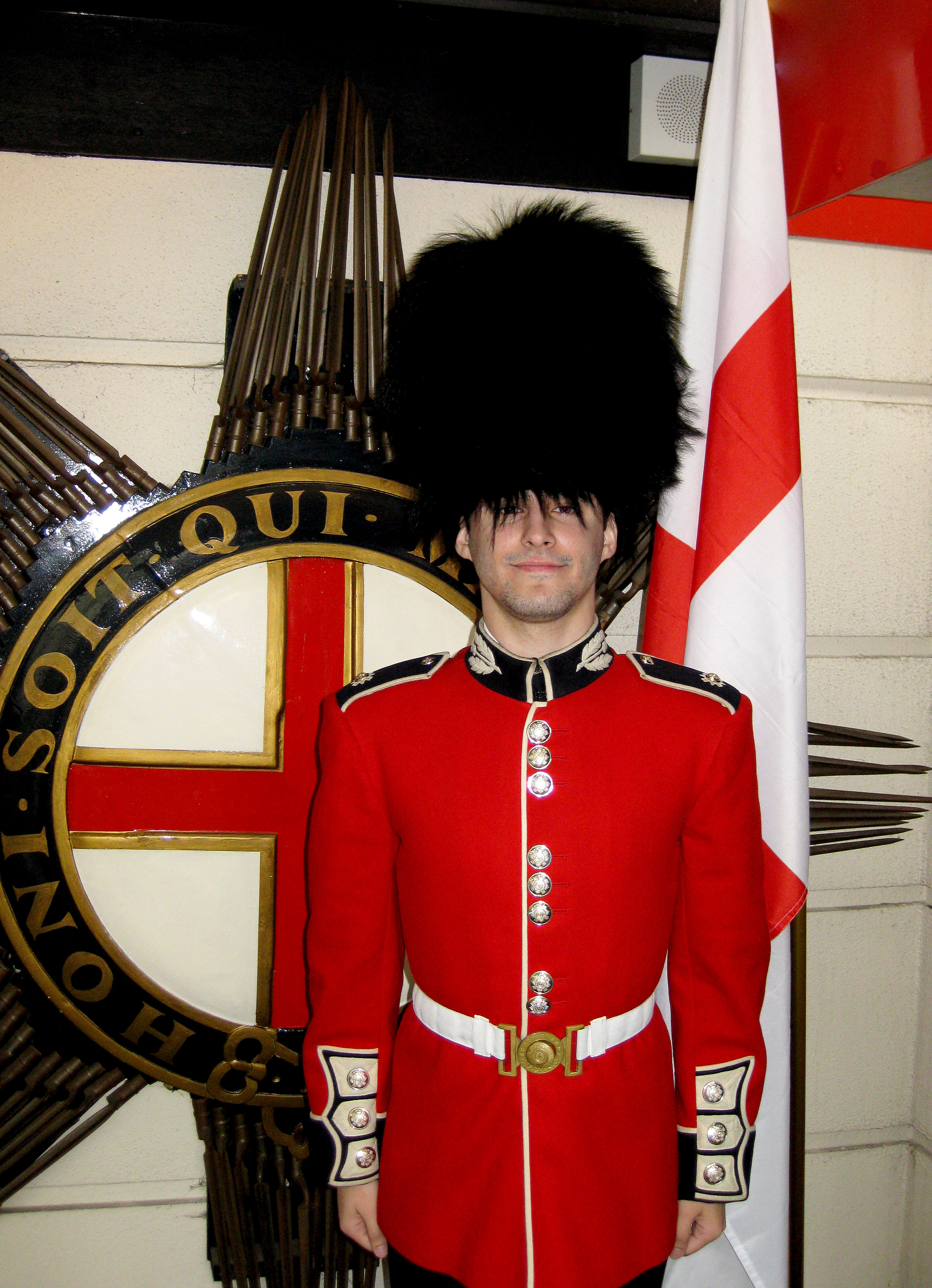
蘇格蘭衛隊的熊皮帽沒有插上羽毛，外衣的領章是一枚薊花之星、肩章則是一枚薊花，九枚衣鈕以三枚為一組排列，而袖口鈕則只有三枚。

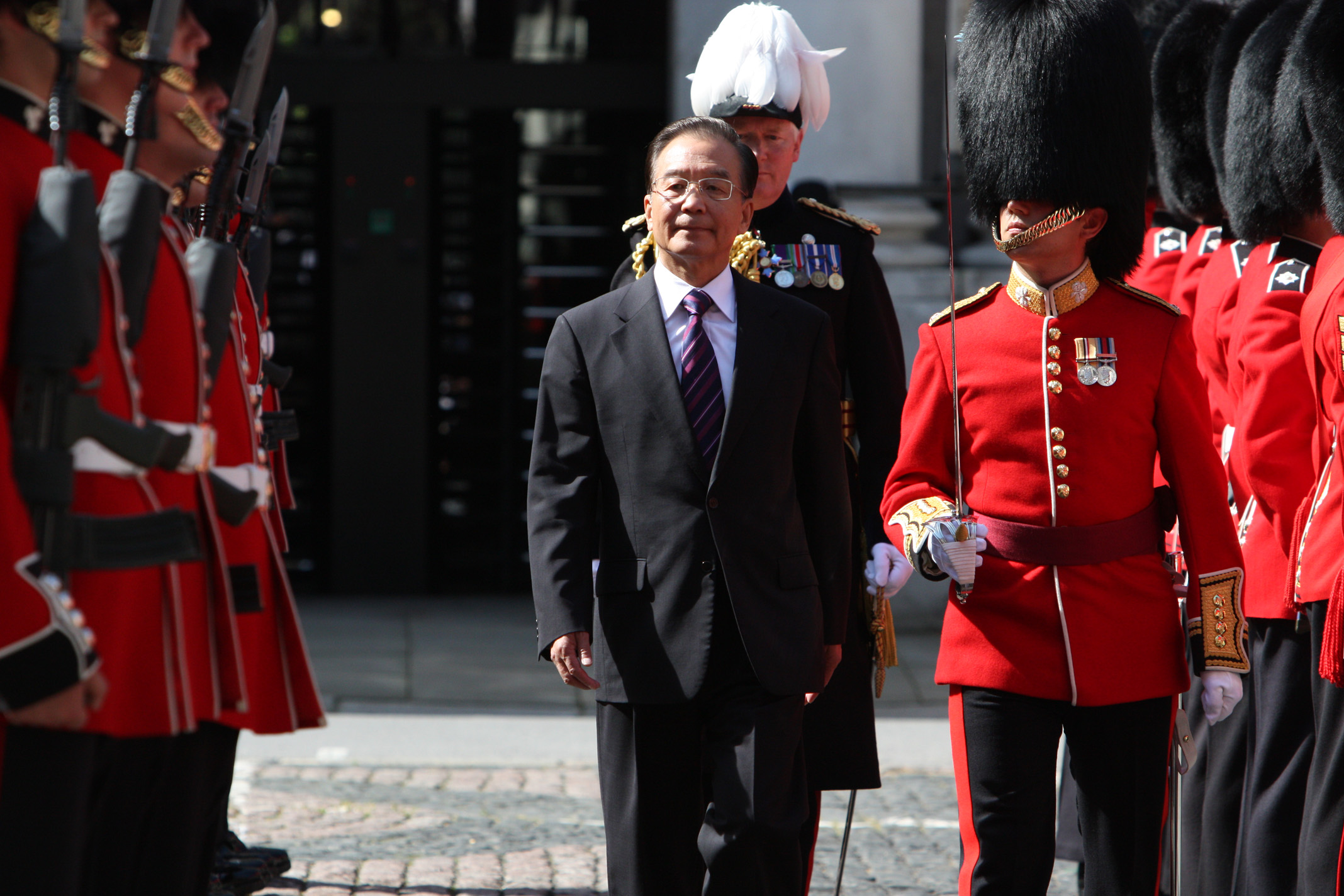
2011年6月，中华人民共和国总理温家宝到訪英國時檢閱迎接的愛爾蘭衛隊。愛爾蘭衛隊在御林軍步兵中排行第四，在熊皮帽的右邊插上藍色羽毛，外衣的領章是一枚三葉草，肩章是聖派屈克之星，八枚衣鈕和四枚袖口鈕都以四枚為一組排列。
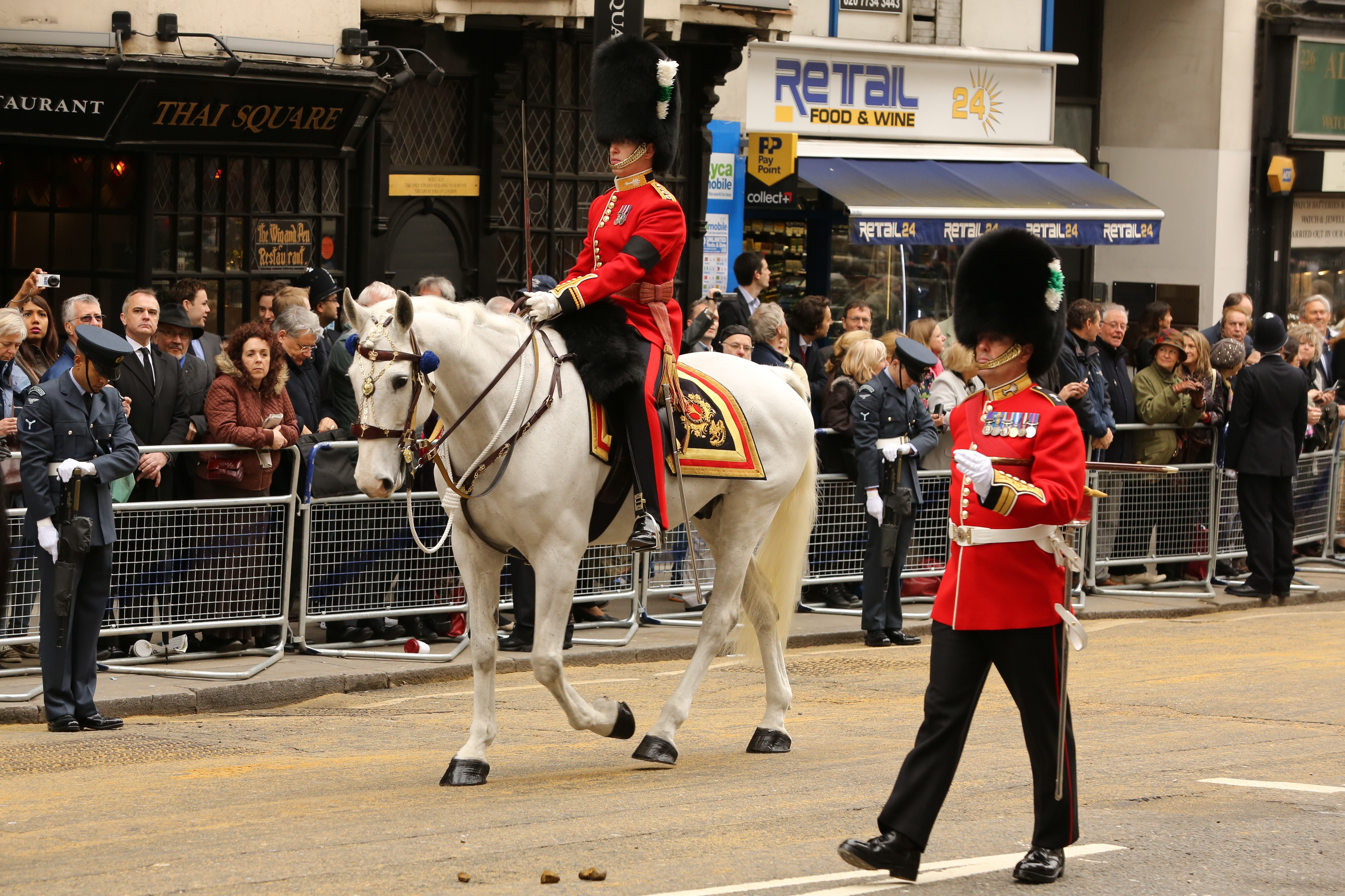
正在街上行軍的威爾斯衛隊士兵。威爾斯衛隊在熊皮帽的左面插上白色和綠色的羽毛，外衣的領章和肩章都是一枚韭蔥，並且有十枚衣鈕及五枚袖口鈕，以五枚為一組排列。